# Комишівська сільська рада
Комиші́вська сільська́ ра́да — колишня адміністративно-територіальна одиниця та орган місцевого самоврядування в Ізмаїльському районі Одеської області. Адміністративний центр — село Комишівка.

## Загальні відомості
Комишівська сільська рада утворена в 1945 році.
- Територія ради: 63,37 км²
- Населення ради: 3 491 особа (станом на 2001 рік)
- Територією ради протікає річка Єніка

## Населені пункти
Сільській раді були підпорядковані населені пункти:
- с. Комишівка

## Населення
Згідно з переписом 1989 року населення сільської ради становило 3463 особи, з яких 1618 чоловіків та 1845 жінок.
За переписом населення 2001 року в сільській раді мешкала 3481 особа.

### Мова
Розподіл населення за рідною мовою за даними перепису 2001 року:
| Мова       | Відсоток |
| ---------- | -------- |
| молдовська | 94,53 %  |
| російська  | 3,41 %   |
| українська | 1,35 %   |
| болгарська | 0,29 %   |
| румунська  | 0,09 %   |
| гагаузька  | 0,06 %   |

## Склад ради
Рада складалася з 24 депутатів та голови.
- Голова ради:
- Секретар ради: Триколич Наталія Георгіївна

### Керівний склад попередніх скликань
| Прізвище, ім'я, по батькові | Основні відомості                                    | Дата обрання | Дата звільнення |  |
| --------------------------- | ---------------------------------------------------- | ------------ | --------------- |  |
| Дрегля Михайло Іванович     | Сільський голова, 1963 року народження, безпартійний | 26.03.2006   | 31.10.2010      |  |

Примітка: таблиця складена за даними сайту Верховної Ради України

### Депутати
За результатами місцевих виборів 2010 року депутатами ради стали:

#### За суб'єктами висування
| Суб'єкт висування | Кількість обраних депутатів | %   |
| ----------------- | --------------------------- | --- |
| Самовисування     | 24                          | 100 |

#### За округами
| № округу | Прізвище, ім'я, по батькові     | Дата визнання обраним | Освіта             | Партійна приналежність                        | Відомості про обраного депутата                                                 |
| -------- | ------------------------------- | --------------------- | ------------------ | --------------------------------------------- | ------------------------------------------------------------------------------- |
| 1        | Колесник Олексій Степанович     | 04.11.2010            | середня спеціальна | член Всеукраїнського об'єднання «Батьківщина» | приватний підприємець                                                           |
| 2        | Лотоковська Лариса Михайлівна   | 04.11.2010            | вища               | позапартійна                                  | Комишівська загальноосвітня школа, вчитель                                      |
| 3        | Дяченко Аврам Захарович         | 04.11.2010            | середня            | член Партії регіонів                          | амбулаторія загальної практики — сімейної медицини с. Комишівка, водій          |
| 4        | Пожар Віктор Прохорович         | 04.11.2010            | середня            | позапартійний                                 | тимчасово не працює                                                             |
| 5        | Урсу Михайло Єфтодійович        | 04.11.2010            | середня спеціальна | позапартійний                                 | тимчасово не працює                                                             |
| 6        | Турта Світлана Іванівна         | 04.11.2010            | середня спеціальна | член Партії регіонів                          | амбулаторія загальної практики — сімейної медицини с. Комишівка, медична сестра |
| 7        | Македонский Валентин Петрович   | 04.11.2010            | середня спеціальна | позапартійний                                 | СК «Наталка», директор                                                          |
| 8        | Мельниченко Катерина Георгіївна | 04.11.2010            | середня спеціальна | член Партії регіонів                          | Комишівська сільська рада, бухгалтер                                            |
| 9        | Дубовік Іван Сергійович         | 04.11.2010            | середня            | позапартійний                                 | тимчасово не працює                                                             |
| 10       | Швець Тетяна Іванівна           | 04.11.2010            | середня            | позапартійна                                  | будинок культури, прибіральниця                                                 |
| 11       | Марінеску Зінаїда Іванівна      | 04.11.2010            | середня спеціальна | член Партії регіонів                          | Комишівська сільська рада, головний бухгалтер                                   |
| 12       | Кушнір Павло Харлампійович      | 04.11.2010            | вища               | позапартійний                                 | пенсіонер                                                                       |
| 13       | Гуцу Валентина Георгіївна       | 04.11.2010            | середня            | член Партії регіонів                          | Комишівська сільська рада, касир                                                |
| 14       | Чориш Надія Олексіївна          | 04.11.2010            | середня            | позапартійна                                  | АОЗТ «Ізмаїл-Наваско», кухар                                                    |
| 15       | Алексеєнко Сергій Іванович      | 04.11.2010            | вища               | член Партії регіонів                          | Комишівська сільська рада, землемір                                             |
| 16       | Гросу Василь Софронович         | 04.11.2010            | вища               | позапартійний                                 | тимчасово не працює                                                             |
| 17       | Триколіч Наталія Георгіївна     | 04.11.2010            | середня спеціальна | член Партії регіонів                          | Комишівська сільська рада, секретар                                             |
| 18       | Пуйческо Михайло Андрійович     | 04.11.2010            | середня спеціальна | позапартійний                                 | тимчасово не працює                                                             |
| 19       | Ліскевич Михайло Дементійович   | 04.11.2010            | середня спеціальна | позапартійний                                 | будинок культури, директор                                                      |
| 20       | Бежан Ігор Христофорович        | 04.11.2010            | середня спеціальна | член Партії регіонів                          | дитячий садок, музичний керівник                                                |
| 21       | Урсу Анатолій Іванович          | 04.11.2010            | середня            | член Партії регіонів                          | дитячий садок, завгосп                                                          |
| 22       | Левицька Аржентина Валентинівна | 04.11.2010            | вища               | член Партії регіонів                          | Комишівська сільська рада, діловод                                              |
| 23       | Гельман Віктор Мартинович       | 04.11.2010            | вища               | позапартійний                                 | Комишівська загальноосвітня школа, вчитель                                      |
| 24       | Манолі Катерина Яковлівна       | 04.11.2010            | середня спеціальна | позапартійна                                  | пенсіонер                                                                       |